# Chautauqua County, New York
Chautauqua County är ett administrativt område i delstaten New York, USA. År 2010 hade countyt 134 905 invånare. Den administrativa huvudorten (county seat) är Mayville. 
Chautauqua Institutionen är belägen i Chautauqua County.

## Geografi
Enligt United States Census Bureau så har countyt en total area på 3 885 km². 2 750 km² av den arean är land och 1 134 km² är vatten. 

### Angränsande countyn
- Erie County, New York - nordost
- Cattaraugus County, New York - öst
- Warren County, Pennsylvania - sydost
- Erie County, Pennsylvania - sydväst